# Onslunda sten
Onslunda sten är ett naturreservat i Tomelilla kommun i Skåne län.
Området är naturskyddat sedan 2015 och är 116 hektar stort. Reservatet består av Onslunda bys gamla utmark som då var en betesmark. Numera är området en skog med främst bok.